# كيفن ماهوني
كيفن ماهوني (بالإنجليزية: Kevin Mahoney)‏ هو مغني أمريكي، ولد في 6 سبتمبر 1965 في ماساتشوستس في الولايات المتحدة، وتوفي في 14 أكتوبر 2011 في Stoughton, Massachusetts ‏ في الولايات المتحدة.

## وصلات خارجية
- كيفن ماهوني على موقع ميوزك برينز (الإنجليزية)
- كيفن ماهوني على موقع ديسكوغز (الإنجليزية)